# حبيب العادلي
اللواء حبيب العادلي (مواليد 1 مارس 1938) كان وزير الداخلية في جمهورية مصر العربية من عام 1997 حتى عام 2011. تولى المنصب خلفًاً اللواء حسن الألفي إثر مذبحة الأقصر في 1997. وتمت إقالته في يوم 31 يناير 2011 بعد أحداث ثورة 25 يناير والتي اتهمت فيها وزارة الداخلية بمحاولة تفريق المتظاهرين بالقوة، مما أسفر عن سقوط ضحايا وجرحى بين المتظاهرين. تم حبسه 15 يومًا على ذمة التحقيق في قضايا فساد مالي بدءًا من 18 فبراير 2011. كما حكم عليه بـ12 سنة بتهم تتعلق بفساد مالي وتعذيب وقتل وغسيل أموال. و بعدها أُفرج عنه بقرار رئاسى من قائد الإنقلاب عبد الفتاح السيسى
وأقيمت أولى جلسات محاكمته في 3 أغسطس 2011 في الساعة التاسعة والنصف صباحًا في أكاديمية الشرطة بالقاهرة وفي قفص الاتهام ذاته الرئيس المصري السابق حسني مبارك مع نجليه علاء وجمال وعدد من المتهمين. الجدير بالذكر أن وزير الداخلية اللواء حبيب العادلي مع الرئيس المصري محمد حسني مبارك كانا في زيارة للمكان ذاته يوم 23 يناير 2011 قبل 25 يناير بيومين اثنين في أثناء الاحتفال بعيد الشرطة المصرية.

## سيرته وتعليمه ومناصبه
ولد حبيب إبراهيم العادلي في مدينة القاهرة في 1 مارس 1938. حصل على رتبة ملازم ودرجة بكالوريس علوم أمنية من كلية الشرطة عام 1961.
تلقى عددا من الدورات التدريبية منها فرقة البحث الجنائي في 1963، وفرقة البحث عن الجريمة «المركز القومي للبحوث الجنائية»، وفرقة متخصصة في مجال مباحث أمن الدولة في 1966، وفرقة إدارة الأزمة من الولايات المتحدة الأمريكية في 1985.
التحق بالعمل في مديرية الأمن العام، إدارة مكافحة المخدرات، ثم انتقل لجهاز مباحث أمن الدولة في 1965، وتدرج حتى عُيِّن نائًبا لرئيس مباحث أمن الدولة المصرية. انتدب للعمل بوزارة الخارجية المصرية بين عامي 1982 و 1984. مُنح نوط الامتياز من الرئيس محمد حسني مبارك رئيس جمهورية مصر العربية في عامي 1986 و 1997.
رُقي إلى رتبة مساعد وزير الداخلية في 1993. عُيّن مساعد أول وزير الداخلية لمنطقة القناة وسيناء، ثم مساعد أول وزير الداخلية مدير أمن القاهرة، مساعد أول وزير الداخلية للأمن والمنطقة المركزية.
عُيّن مساعداً أول لوزير الداخلية لجهاز مباحث أمن الدولة (الأمن الوطني المصري حالياً) في 5 فبراير 1995. وفي 18 نوفمبر 1997 عُيّن وزير للداخلية في مصر خلفًا لحسن الألفي. وظل في منصبه حتى إقالة الحكومة المصرية في 29 يناير 2011 نتيجة الاحتجاجات الشعبية المناهضة للحكومة المصرية.
حكم عليه وعلى حسني مبارك بالمؤبد في قضية قتل المتظاهرين يوم السبت 02 يونيو 2012 بتهم القتل والشروع بالقتل .

## وزارة الداخلية في عهده
اتسم عهد الوزير حبيب العادلي باستمرار انتهاكات حقوق الإنسان منها استخدام التعذيب في أقسام الشرطة والاعتقال التعسفي بصفة منهجية من قبل الشرطة وجهاز أمن الدولة وهو ما سلّطت الضوء عليه كل من الأمم المتحدة، منظمة العفو الدولية، المنظمة الدولية لحقوق الإنسان والعديد من المنظمات الحقوقية.
ووفقا لتقرير من منظمة العفو الدولية صدر في 2007 فإن انتهاكات واسعة لحقوق الإنسان «باسم الأمن القومي» وقعت في عهده، وقالت حسيبة حاج صحراوي نائبة مدير برنامج الشرق الأوسط وشمال أفريقيا بالمنظمة: «إن آلاف المصريين قد اعتُقلوا باسم الأمن؛ واحتُجز بعضهم بدون تهمة أو محاكمة طوال سنوات، غالباً برغم صدور أوامر عن المحاكم بالإفراج عنهم، بينما صدرت أحكام على آخرين عقب محاكمات بالغة الجور» وأضافت أنه «من واجب الحكومة المصرية حماية الشعب ومكافحة الإرهاب، ولكن عندما تفعل ذلك عليها التقيد بالمعايير الأساسية لحقوق الإنسان وبالواجبات المترتبة عليها بموجب القانون الدولي – وهذا ما أخفقت بوضوح في القيام به في أغلب الأحيان.»

### مقتل خالد سعيد
من أبرز حوادث التعذيب التي شهدها عهده، واقعة مقتل الشاب السكندري خالد سعيد الذي لقى حتفه ضحية تعذيب بشع من قوات شرطة قسم سيدي جابر، لم يكن خالد أول ضحية لسياسات الشرطة المصرية القمعية، ولقانون الطوارئ، ولكن رد الفعل الشعبي على هذه الحادثة كان مختلفاً، حيث اشتعلت الاحتجاجات على مقتله في عدة مدن مصرية، وقالت الشرطة المصرية أن سبب وفاة خالد هو ابتلاعه للفافة من نبات البانجو المخدر.
قوبلت تلك الاحتجاجات بقمع عنيف من قوات الشرطة، بل وباعتقالات وملاحقات قضائية ضد بعض النشطاء والمدافعين عن حقوق الإنسان الذين اشتركوا فيها، وتمادت وزارة الداخلية في الدفاع عن رجالها الذين قتلوا خالد، واستصدرت صحيفة حالة جنائية مفبركة أيضاً تفيد بكون ”خالد” محكوماً عليه في ثلاثة قضايا، واستغل الإعلام الموالي للنظام الحاكم آنذاك هذه الصحيفة وتقرير الطب الشرعي المفبرك لتشويه صورة خالد والذين خرجوا للشوارع معترضين على ما حدث له ومطالبين بحقه.
جاءت شهادات من رأوا الحادث بأم أعينهم، وكذلك تقارير المنظمات المعنية بالدفاع عن حقوق الإنسان, ولجان تقصي الحقائق غير الحكومية لتكذب هذه الافتراءات وتفضح ما تعرض له “خالد”، وانتشرت تلك الشهادات والتقارير بين الشباب على مواقع التواصل الاجتماعي.
انتشرت أيضاً صورة جثة خالد المشوهة جراء التعذيب البشع الذي تعرض له انتشار النار في الهشيم، واكتسبت الاحتجاجات أبعاداً أخرى، حيث تم إنشاء صفحة على موقع فيس بوك، حملت اسم "كلنا خالد سعيد"  على فيسبوك., والتي دعت إلى وسائل مبتكرة للتعبير عن الغضب من هذا الفعل، ثم تبنت ذات الصفحة الدعوة إلى يوم غضب في 25 يناير، والذي كان بداية الثورة المصرية التي نجحت في خلع الرئيس الأسبق مبارك ونظامه.

## إقالته
- في يوم 31 يناير 2011 تمت إقالة اللواء حبيب العادلي إثر مطالبات الشعب بتغييره وذلك على إثر ثورة 25 يناير والتي سميت ثورة الغضب وتم تعيين اللواء محمود وجدي وزيرا للداخلية بدلاً منه.
- في 3 فبراير 2011 صدر أمر النائب العام في مصر المستشار عبد المجيد محمود بمنعه من السفر خارج البلاد وتجميد أرصدته ضمن قائمة طويلة تضم بعض الوزراء في الحكومة المقالة.
- في يوم 7 فبراير 2011 تم تحويله إلى نيابة أمن الدولة العليا على إثر بلاغ للنيابة بضلوعه في جريمة تفجير كنيسة القديسين في الإسكندرية، والتي حدثت قبل أسابيع من تفجر ثورة 25 يناير 2011.
- في يوم 18 فبراير قام النائب العام عبد المجيد محمود بحبس الوزير السابق ومجموعة من الوزراءالسابقين منهم: أحمد عز، أحمد المغربي، زهير جرانة وغيرهم.
- في 2 يونيو 2012 تم الحكم عليه بالسجن المؤبد 25 عام هو والرئيس السابق محمد حسني مبارك في قضية قتل المتظاهرين خلال ثورة 25 يناير
- في 19 مارس 2015 تم الحكم بالبراءة من تهمة الكسب غير المشروع، بما بلغت قيمتة 181 مليون جنيه، كما قررت المحكمة بإلغاء التحفظ على أمواله وأموال زوجته وبناته ونجله.
- في 31 مايو 2016 صدرت صحيفة جديدة تصدرها الصحافية إلهام شرشر زوجة اللواء حبيب العادلي وزير الداخلية الأسبق في عهد الرئيس الأسبق حسني مبارك الجدل في مصر. الصحيفة الجديدة واسمها «الزمان» انطلقت في الصدور أخيرا وانتشرت حولها الأقاويل، حيث يرجح البعض أنها بوابة جديدة لإعادة وزير الداخلية الأسبق للمشهد بعد خروجه أخيرا من السجن.

حالياً هو هارب من تنفيذ حكم بالسجن 7 سنوات في قضية إهدار المال العام وجاري البحث عنه.